# Kanton Rosenthal
Der Kanton Rosenthal war eine Verwaltungseinheit im Distrikt Marburg des Departement der Werra im napoleonischen Königreich Westphalen. Sitz der Kantonalverwaltung war die Stadt Rosenthal im heutigen Landkreis Waldeck-Frankenberg.
Der Kanton umfasste 16 Dörfer und eine Stadt, hatte 5.068 Einwohner und eine Fläche von 3,68 Quadratmeilen.
Zum Kanton gehörten die Ortschaften:
- Stadt Rosenthal mit Merzhausen, Holzbach, und Eichmühle,
- Bernsdorf,
- Betziesdorf,
- Bracht,
- Bürgeln,
- Ernsthausen,
- Hertingshausen,
- Langendorf,
- Lehnhausen,
- Nieder-Holzhausen,
- Oberholzhausen,
- Reddehausen,
- Roda,
- Schönstadt mit Fleckenbühl;
- Schwarzenborn,
- Wiesenfeld,
- Willershausen.